# Saint-Martin-en-Bresse
Saint-Martin-en-Bresse település Franciaországban, Saône-et-Loire megyében. Lakosainak száma 1902 fő (2022. január 1.). Saint-Martin-en-Bresse Serrigny-en-Bresse, L’Abergement-Sainte-Colombe, Damerey, Diconne, Guerfand, Montcoy, Saint-Didier-en-Bresse, Saint-Maurice-en-Rivière, Thurey, Villegaudin és Verdun-Ciel községekkel határos.

## Népesség
A település népessége az elmúlt években az alábbi módon változott:
| Lakosok száma | 1919 | 1938 | 2016 | 1921 | 1916 | 1911 | 1912 | 1913 | 1902 |
|               | 2013 | 2015 | 2016 | 2017 | 2018 | 2019 | 2020 | 2021 | 2022 |